# Adesmus collaris
Adesmus collaris là một loài bọ cánh cứng trong họ Cerambycidae.